# Pelle Clement
Pelle Clement, né le 19 mai 1996 à Amsterdam aux Pays-Bas, est un footballeur néerlandais qui évolue au poste de milieu de terrain au RKC Waalwijk.

## Biographie

### Ajax Amsterdam
Né à Amsterdam aux Pays-Bas, Pelle Clement est formé par l'Ajax Amsterdam. Il joue son premier match en équipe première le 26 octobre 2016, lors d'une rencontre de coupe des Pays-Bas, face au Kozakken Boys (en). Il se fait remarquer ce jour-là en inscrivant deux buts après être entré en jeu, contribuant à la victoire de son équipe par six buts à un,. Il joue son premier match d'Eredivisie, l'élite du football néerlandais, contre le NEC Nimègue, le 20 novembre 2016. Il entre en jeu à la place de Václav Černý et L'Ajax s'impose par cinq buts à zéro ce jour-là.

### Reading FC
Le 28 juin 2017, est annoncé le transfert de Pelle Clement au club anglais du Reading FC, pour un contrat de trois ans,. Il joue son premier match sous ses nouvelles couleurs le 8 août 2017, à l'occasion d'une rencontre de coupe de la Ligue anglaise face au Gillingham FC. Titulaire ce jour-là, il se distingue en délivrant une passe décisive pour Liam Kelly sur l'ouverture du score, et son équipe s'impose par deux buts à zéro.

### PEC Zwolle
Ne s'étant pas imposé à Reading, Pelle Clement retourne aux Pays-Bas, s'engageant avec le PEC Zwolle le 3 janvier 2019. Il y retrouve Jaap Stam, son entraîneur lors de sa première saison à Reading et qui vient d'être nommé à la tête de Zwolle.
Il inscrit son premier but pour Zwolle le 20 octobre 2019, lors d'une rencontre de championnat face à l'ADO La Haye. Son équipe l'emporte par trois buts à un.

### RKC Waalwijk
Laissé libre par le PEC Zwolle, Pelle Clement s'engage librement avec le RKC Waalwijk le 5 août 2022. Il signe un contrat d'un an, soit jusqu'en juin 2023.

### En sélection nationale
Avec les moins de 20 ans, il joue son premier match le 4 septembre 2015 contre la France (1-1 score final). Il inscrit un seul but avec cette sélection, lors d'un match amical contre la Turquie en octobre 2015, permettant à son équipe de s'imposer (1-0).
Pelle Clement joue son premier match avec l'équipe des Pays-Bas espoirs le 22 mars 2018 contre la Belgique. Il est titulaire au poste d'ailier droit lors de cette rencontre perdue par son équipe (1-4). Au total, il reçoit deux sélections avec les espoirs au cours de l'année 2018.